# 米部
米部（）は、漢字を部首により分類したグループの一つ。
康熙字典214部首では119番目に置かれる（6画の2番目、未集の2番目）。

## 概要

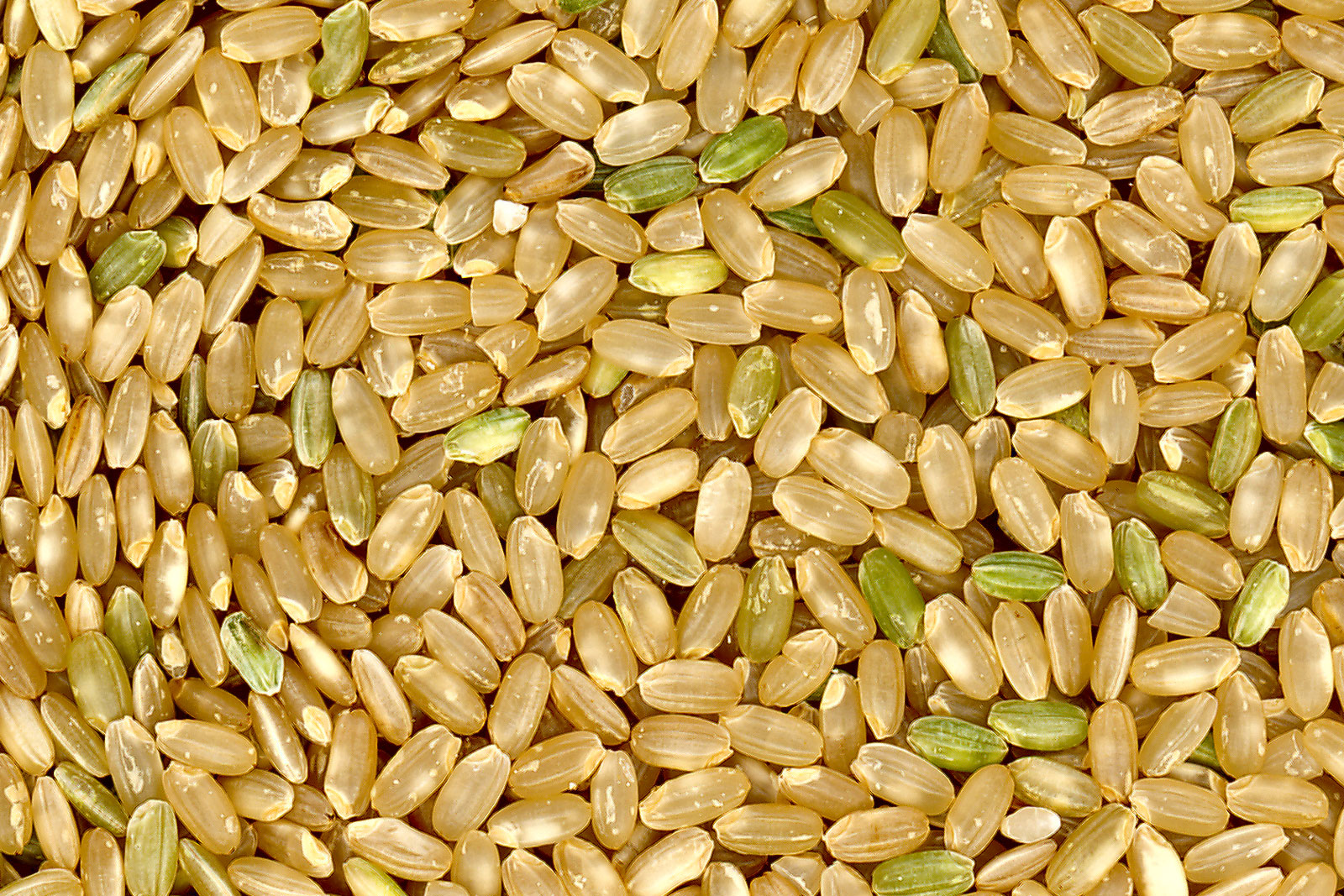
稲米

「米」字は穀物の外皮を取り去った実を意味する。
『説文解字』に「粟の実なり。禾の実の形に象る」とあり、本来的には禾すなわちアワの実であった。黄河文明が発祥した華北の主食はアワであり、長江文明の主食であるイネが流入するのは後になってのことである。このためアワは穀物の代表であり、「米」字で穀物の実一般をも表した。後代には伝来したムギが華北の主食となってアワの価値が下がり、稲米をもって「米」の代表とすることになる。
現代中国語ではイネの実を「大米」、アワを「小米」、トウモロコシを「玉米」と呼んでいる。ちなみに「粟」字は現在はアワを表すが、元々は殻のついたままの籾のことを意味している（「籾」は日本の国字）。整理すれば「禾」が茎を備えたアワを代表とするイネ科植物であり、それを脱穀し、茎を取り外したあとの籾殻つきの実が「粟」、その殻が「糠」（現代では玄米の果皮など）、殻を取り去った中身が「米」であった。
偏旁の意符としては穀物やその加工食品に関することを示す。なお近代になり西洋の自然科学用語が流入した際、日本では長さの単位であるメートルを「米」で表記し、「粉」をデシメートルとするとともに、「粍」（ミリメートル）「糎」（センチメートル）「籵」（デカメートル）・「粨」（ヘクトメートル）・「粁」（キロメートル）といった和製漢字も作られた。
米部は上記のような意符を構成要素とする漢字を収める。また「糞」のような楷書において「米」形の筆画を持つようになった漢字も収めている。

## 部首の通称
- 日本：こめ・こめへん
- 中国：米字旁・米字底
- 韓国：쌀미부（ssal mi bu、こめの米部）
- 英米：Radical rice

## 部首字
米
- 中古音
  - 広韻 - 莫礼切、薺韻、上声
  - 詩韻 - 薺韻、上声
  - 三十六字母 - 明母
- 現代音
  - 普通話 - ピンイン：mǐ 注音：ㄇㄧˇ ウェード式：mi3
  - 広東語 - Jyutping:mai5 イェール式:mai5
- 日本語 - 音：ベイ（漢音）・マイ（呉音） 訓：こめ
- 朝鮮語 - 音：미(mi) 訓：쌀（ssal、こめ）

## 例字
- 米
- 4:粉、粃、5:粗・粘・粕・粒、6:粥・粧・粟、7:粳・粱、8:粹（粋4）・精・粽、9:糊、10:糖、11:糠・糟・糜・糞、12:糧・𥼣、14:糯、16:糴、19:糶